# Klagenfurt am Wörthersee
Klagenfurt am Wörthersee (slovensk: Celovec) er hovedstad i den østrigske delstat Kärnten. Byen ligger ved floden Glan og blev først beboet i det 12. århundrede. Indbyggertal: 100.817 (01.01.2019). Vest for byen ligger søen Wörthersee, som mange lokale og turister bader i.

## Venskabsbyer
Klagenfurt er venskabsbyer med følgende byer.
- Wiesbaden, Hesse, Tyskland, siden 1930[2]
- Venlo, Limburg, Nederlandene, siden 1961
- Nova Gorica, Slovenien, siden 1965
- Gorizia, Gorizia, Friuli-Venezia Giulia, Italien, siden 1965
- Gladsaxe, Danmark, siden 1969
- Dessau-Roßlau, Saxony-Anhalt, Tyskland, siden 1970
- Dushanbe, Tajikistan, siden 1973
- Dachau, Bavaria, Tyskland, siden 1974
- Rzeszów, Podkarpackie Voivodeship, Polen, siden 1975[3]
- Sibiu, Rumænien, siden 1990
- Zalaegerszeg, Ungarn, siden 1990
- Chernivtsi, Ukraine, siden 1992
- Nof Hagalil, Israel, siden 1993
- Tarragona, Tarragona, Catalonia, Spanien, siden 1994
- Nanning, Kina, siden 2001
- Laval, Québec, Canada, siden 2005
- Lignano Sabbiadoro, Udine, Friuli-Venezia Giulia, Italien, siden 2021
- Koper, Slovenien, siden 2022[4]